# Mauritz von Strachwitz
Mauritz von Strachwitz (Bruschewitz, 12 dicembre 1898 – Asbest, 10 dicembre 1953) è stato un generale tedesco durante la seconda guerra mondiale.
Membro di una famiglia aristocratica della Germania, di rango baronale, nacque in Polonia dove pure risiedevano diversi abitanti provenienti dal vicino Impero tedesco.
Per il valore dimostrato sul campo, durante la seconda guerra mondiale venne decorato della croce di cavaliere dell'Ordine della Croce di Ferro, venendo poi catturato dalle forze sovietiche nel maggio del 1945 nella Sacca di Curlandia e tratto in prigionia. Morì il 10 dicembre 1953 nel campo di prigionia di Asbest nell'Oblast' di Sverdlovsk.